# 마테우스 워드
마테우스 워드(Mateus Ward, 1999년 1월 18일 ~ )는 미국의 배우, 영화배우이다.
버뱅크에서 태어났다.

## 방송
- 머더 인 더 퍼스트 시즌2
- 호스티지